# Anticuerpo policlonal
Anticuerpos policlonales son anticuerpos derivados de diferentes líneas de células B, los linfocitos encargados de la respuesta ante elementos ajenos (antígenos) mediante anticuerpos.
Los anticuerpos policlonales son una mezcla de inmunoglobulinas, secretadas en contra de un antígeno específico, cada una reconociendo diferentes epítopos.
Habitualmente se obtienen de lo que se denomina un antisuero. Obtenido de la inyección reiterada de un antígeno en un animal, con el fin de generar una respuesta inmunitaria. De este animal se toma una muestra de sangre y de esta muestra se obtiene el suero que finalmente se purifica para obtener la variedad de anticuerpos policlonales de interés.
- Datos: Q930144